# Skagway
Okręg Skagway (ang. Municipality of Skagway) – skonsolidowane miasto-okręg (ang. consolidated city-borough) w Stanach Zjednoczonych, położone w stanie Alaska, założone w 1897 roku.
Prawa miejskie miasto otrzymało w 1900 roku. Według danych ze spisu powszechnego z 2018 roku, ludność Skagway wynosiła 1148 mieszkańców. Obecny status miasto uzyskało 25 czerwca 2007.

## Historia

### XIX wiek
W czerwcu 1887 Skookum Jim i Tlingit z Dyea przyprowadzają na teren doliny rzeki Skaqua (nazwaną później z jęz. ang. White Pass) kapitana Williama Moore'a – członka kanadyjskiej grupy badawczej Ogilvie. W październiku Moore rozpoczyna pracę na tym terenie, nazywając go Mooresville.

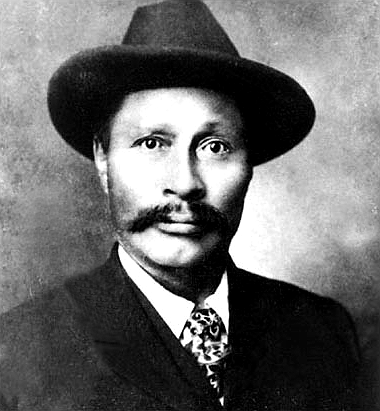
Skookum Jim - odkrywca złota w Klondike

17 sierpnia 1896 Skookum Jim, George Carmack oraz Dawson Charlie odkryli złoto w okolicach Bonanza Creek – dopływie rzeki Klondike, około 600 mil od Skagway.
14 lipca 1897 Moore otwiera szlak tuż przed przybyciem statków wycieczkowych Excelsior i Portland, płynących do San Francisco i Seattle z tzw. Toną złota. Dzięki temu rozpoczęła się ogólnie znana Gorączka złota nad Klondike. Mooresville zostało przedstawione jako Skaguay przez geodetę Franka Reida. W trakcie jesieni 1897 roku w Skagway powstaje poczta oraz kościół.
W 1898 roku ludność Skagway wyniosiła 10 000 mieszkańców. Zaczyna pojawiać się dziennik Alaskan, powstaje izba handlowa oraz ochotnicza straż pożarna. Pierwsza szkoła w Skagway zostaje otwarta w czerwcu w tutejszym kościele. W mieście zaczyna rozwijać się również przestępczość za sprawą współpracowników przestępcy o nazwisku Smith, który został zamordowany 8 lipca przez wściekły tłum kierowany przez Franka Reida. Następnie Armia Stanów Zjednoczonych stacjonująca w Dyea przywraca porządek publiczny. Reid umiera na skutek otrzymanych ran i zostaje pochowany na cmentarzu miejskim, położonym na obrzeżu miasta. Nazwa miasta zostaje przemianowana przez pocztę na Skagway.

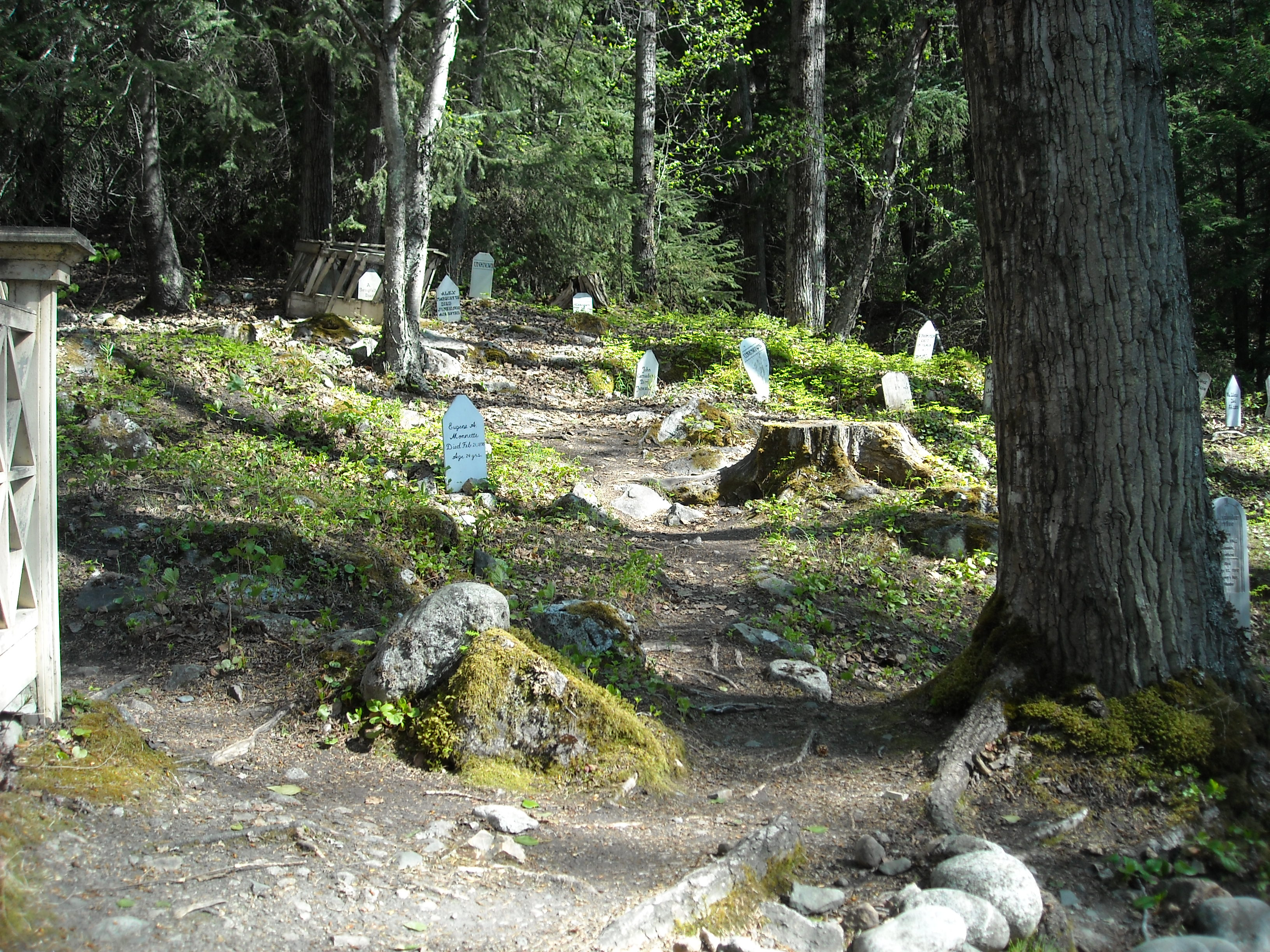
Cmentarz górniczy w Skagway

W 1899 roku miasto posiada już dwie nowe gazety tzn. Daily Budget i Alaska Traveler’s Guide. W mieście napędza się budownictwo. Szkoła zostaje przeniesiona do nowego budynku. Następnie w mieście powstaje pożar, który niszczy siedem budynków w centrum miasta.

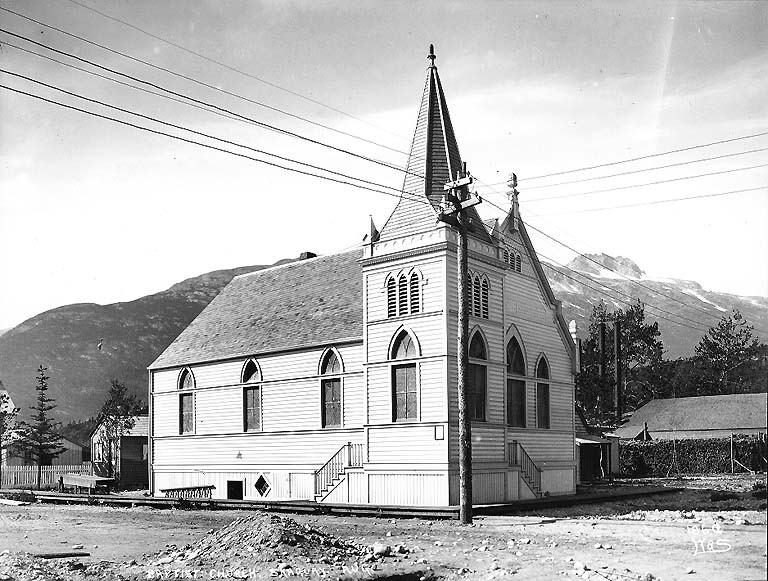
Kościół Baptystów w Skagway około 1899 roku

W 1900 roku w mieście został przeprowadzony spis ludności, który zarejestrował liczbę 3117 mieszkańców. 28 czerwca Skagway stało się pierwszym zarejestrowanym miastem na Alasce, w wyniku głosów uprawnionych właścicieli nieruchomości w mieście. W wyborach wygrali sympatycy otrzymania praw miejskich przez Skagway w stosunku 246 do 60 głosów. Dzięki tym wyborom Skagway wyprzedziło otrzymaniem praw miejskich obecna stolicę Alaski – Juneau. Pracownicy kolei w mieście budują również szpital.

### Lata 1901—1920
W 1901 roku McCabe College zostaje zamknięty, a budynek zostaje sprzedany Rządowi Federalnemu. W 1902 roku w mieście ma miejsce pokaz ogrodowy. 14 września 1902 w mieście ma miejsce próba obrabowania Kanadyjskiego Banku Handlowego. Sprawca postanowił popełnić samobójstwo, wysadzając się wraz z gotówką i złotem w powietrze. Mężczyzna nigdy nie został zidentyfikowany. Oddziały pracowników zostają przeniesione do portu w Seward, niedaleko Haines, gdzie na stałe osiedlają się w 1904 roku.

Międzynarodowy spór o granicę, w której leżeć ma Skagway, rozstrzygnął się w 1903 roku. Podczas parady z 4 lipca 1905 w mieście został zaprezentowany pierwszy stworzony na Alasce samochód, zbudowany przez czternastoletniego chłopca. Pojazd obecnie znajduje się w muzeum w Fairbanks. W grudniu odbywa się spotkanie w sprawie budowy drogi z Skagway do Valdez.

Na przestrzeni lat 1908–1910 wiele budynków zostaje przeniesionych na główną ulicę miasta (Broadway), aby rozwinąć dzielnicę biznesową miasta skoncentrowaną wokół pobliskiej linii kolejowej.
Przeniesiony został m.in. Golden North Hotel.

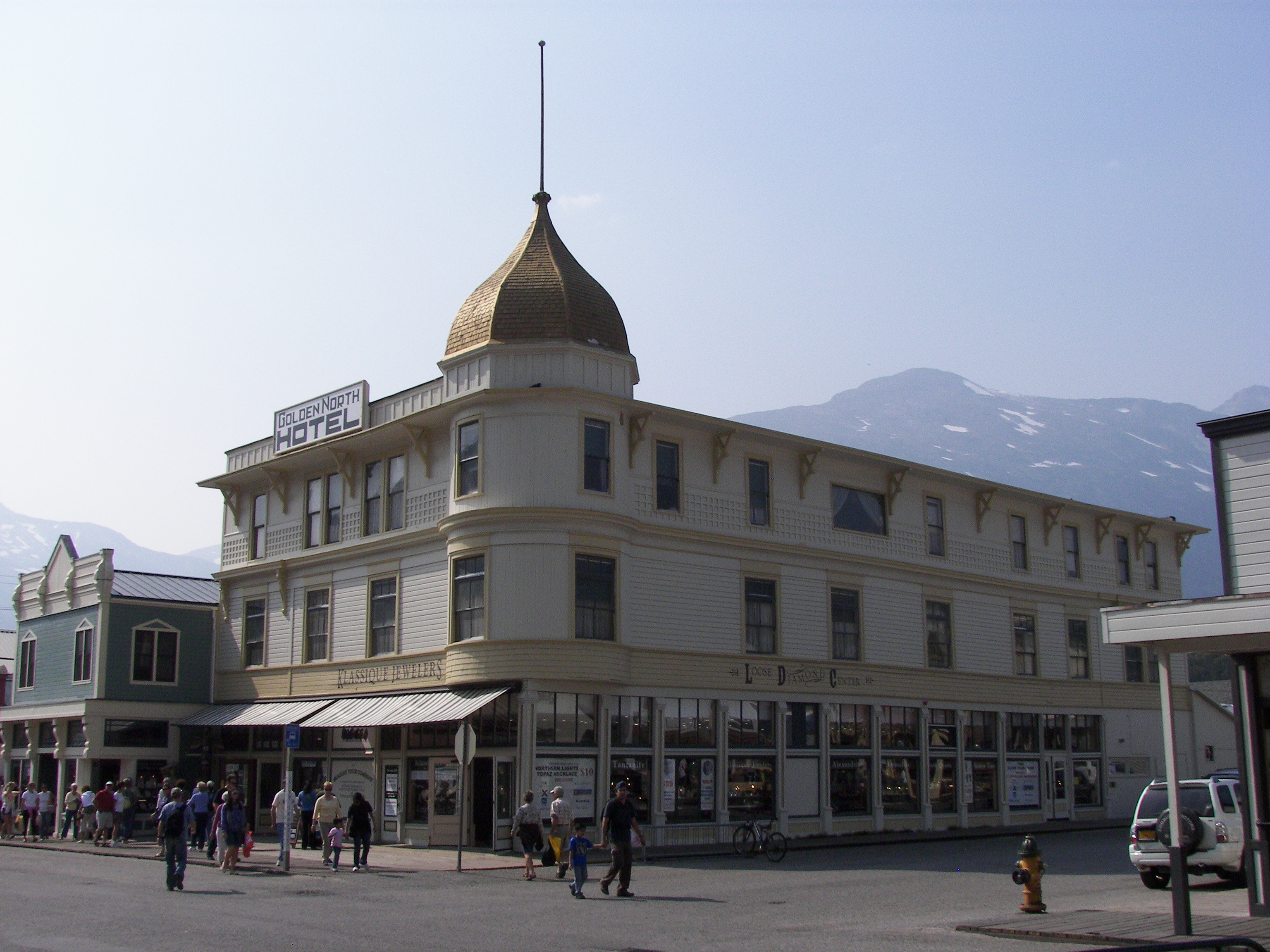
Hotel Golden North w Skagway

Pożar na zboczu wzgórza nad jeziorem Lower Dewey niszczy hotel w lesie. Przewodniczący Komisji drogowej Alaski zatwierdza budowę nierównej, czterokilometrowej drogi na wschodnią stronę rzeki. W 1916 roku zostaje otwarty nowy bank o nazwie Bank of Alaska. Bank ten stał się pionierem wśród bankowości oddziałowej i urósł do rangi największego banku na Alasce.

23 października 1918 statek SS Princess Sophia opuszcza Skagway z 343 osobami na pokładzie. Tego samego wieczora statek uderza w Vanderbilt Reef podczas burzy śnieżnej w pobliżu Juneau. Po dwóch dniach rozpoczęto akcje ratunkową, która mogła ruszyć dopiero w tym terminie z powodu trudnych warunków atmosferycznych. Statek tonie, grzebiąc ze sobą wszystkich pasażerów. Wśród ofiar jest pierwszy zdobywca najwyższego szczytu Ameryki Północnej (Denali), Walter Harper.

### Lata 1921—1940
W 1921 roku w mieście dzięki zaangażowaniu kobiet powstaje biblioteka. W lipcu 1923 Skagway odwiedza ówczesny prezydent Stanów Zjednoczonych, Warren Harding. Napór turystów trwa nadal dzięki promotorom reklamujących Skagway i okolice oraz dzięki pracownikom trasy kolejowej WP&YR, którzy zachęcają załogi statków zacumowanych w pobliżu do zatrzymania się w Skagway na 36 godzin. Ruch ten miał na celu umożliwić turystom jazdę pociągiem z Carcross do Ben-My-Chree. W tym samym czasie Alaskańska Komisja Drogowa (ARC) buduje lotnisko w Skagway.

W 1931 roku w mieście dzięki pracy O. Edgara Gallanta w mieście rozwija się misja św. Piusa X. Ojciec Edgar prowadził dzięki tej misji w mieście przez niemal 30 lat szkołę dla dzieci z całej Alaski.

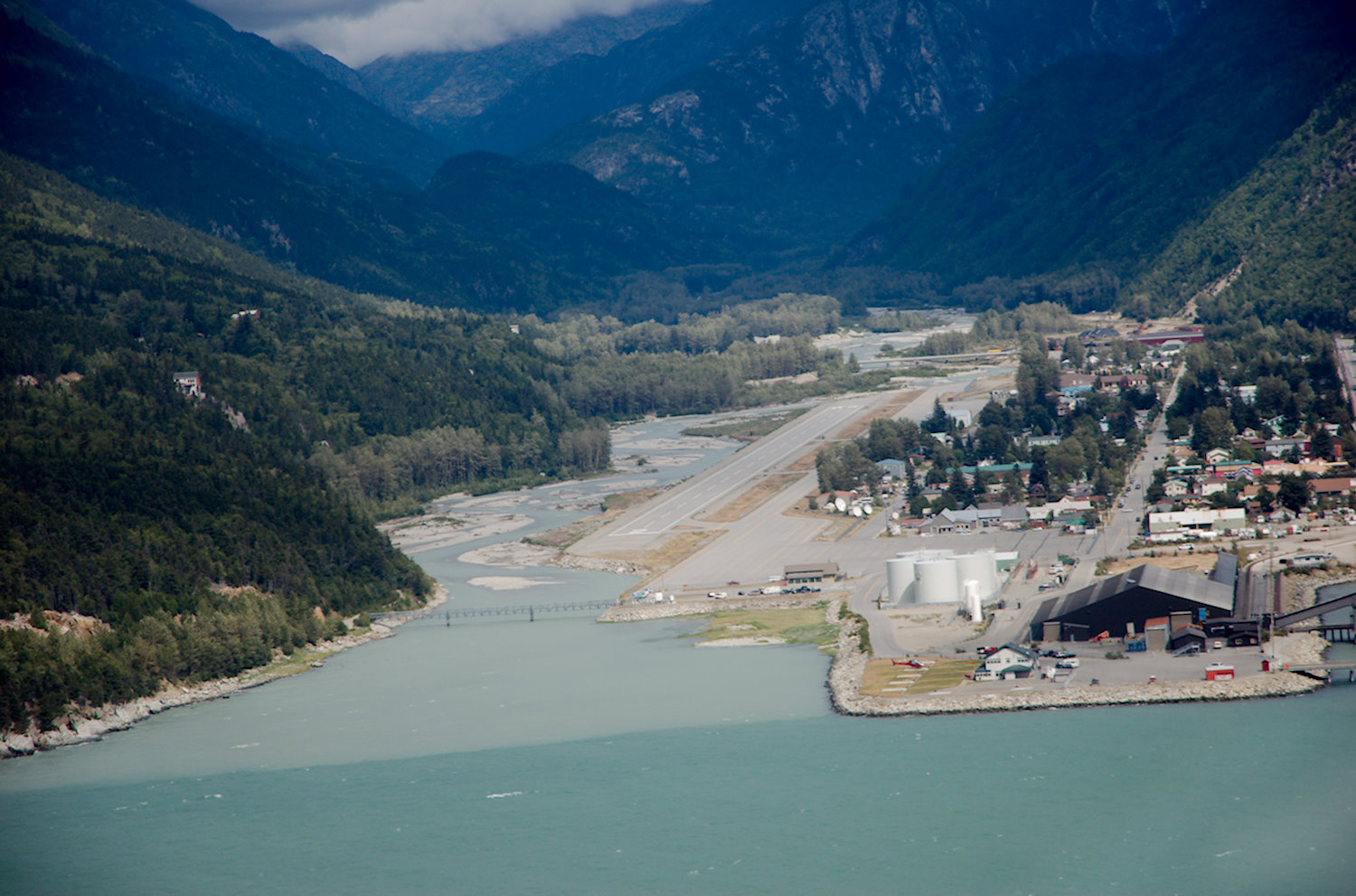
Widok na lotnisko w Skagway

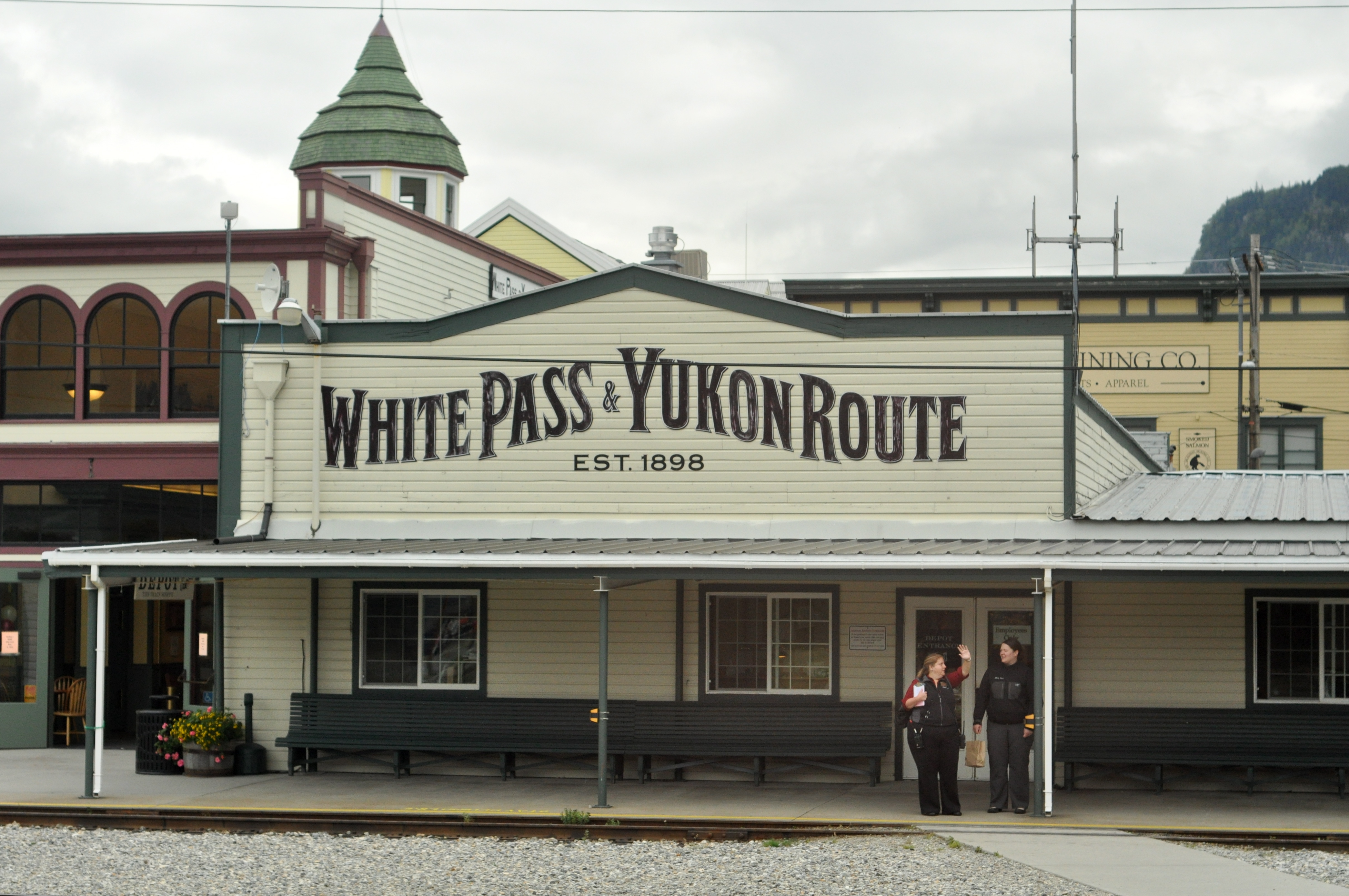
Stacja kolejowa White Pass w Skagway

W 1933 roku pojawia się pomysł utworzenia na terenie Skagway Narodowego Parku Gorączki Złota. Pomysł ten był promowany przez komitet Izby handlowej który chciał wpisać go w obszar Parku Narodowego Glacier Bay. Ideę komitetu Izby handlowej jednak szybko odrzucono. Niemiecki podróżnik i nieoficjalny kierownik podróży w okolicach Skagway Martin Itjen, zaprasza do miasta znaną z Hollywood aktorkę Mae West. Miasto jest też gospodarzem pierwszej konwencji Newspaper Institute of America. W 1939 roku lokalny Klub Kobiet zbiera kwotę niemal 50 000 dolarów na budowę nowej szkoły w mieście, która otwarta zostaje w 1940 roku.

### Lata 1941—1960
W 1942 roku miasto opanowane jest przez Siły Zbrojne Stanów Zjednoczonych, które przenoszą pobliską linię kolejową w celu ustąpienia miejsca nowo budującej się drodze Alaska Highway. Do 1945 roku w Skagway stacjonuje aż 3000 żołnierzy. Wzdłuż kolei budowany jest rurociąg do przesyłu paliwa. Na początku 1943 roku armia amerykańska przejmuje stacjonującą w mieście straż pożarną, obiecując za to całodobową ochronę nad mieszkańcami miasta. Pomoc amerykańskiej armii przydała się miastu podczas wylewu pobliskiej rzeki, gdzie wojsko budowało wały przeciwpowodziowe, które ochroniły miasto.
 
Po opuszczeniu w 1945 roku Skagway przez żołnierzy, amerykańska służba zdrowia otwiera w mieście sanatorium leczące gruźlicę. Miejscowe sanatorium przed zamknięciem w 1947 roku mieściło aż 90 pacjentów. Około 1946 roku WP&YR przejmuje obsługę pobliskiej kolei. Tory kolejowe zostają usunięte z okolicy głównej ulicy miasta w 1947 roku. Dyea Road zostaje oddana do użytku. W 1951 roku kolej White Pass staje się pionierem w branży spedycyjnej ładunków kontenerowych. Kolej przygotowywała ładunki do transportu z Vancouver do Skagway, a następnie do miejsca docelowego którym było Whitehorse.
W 1952 roku firma Aluminium of America (ALCOA) ogłasza plan budowy huty o wartości bliskiej 400 milionów dolarów w Dyea, napędzany przez potężny projekt Tyee. Plan ten miał polegać na odwróceniu kierunku płynięcia rzeki Jukon, a następnie do wykorzystania pobliskich rzece jezior do zasilania huty. Gazeta Juneau Empire w jednym ze swoich artykułów rozpisuje się o Skagway: "Potrzebne będzie potężne, dwudziestotysięczne miasto, aby wesprzeć zakład". W lipcu 1953 roku rzeka Taiya niszczy domostwo gospodarza Dyea i inne pobliskie domy. W tym samym czasie na pobliskiej kolei odbywają się strajki, których efektem stają się podwyżki pracowników kolei. Plan firmy ALCOA zanika, ponieważ warunki umowy nie przekonują kanadyjczyków do możliwości pozyskania taniej energii z projektu Tyee.

W 1956 roku miasto kupuje od rządu federalnego budynek McCabe, w celu przemianowania go na funkcję urzędu miasta. W 1959 roku Kongres Stanów Zjednoczonych włącza Alaskę jako 49 stan Stanów Zjednoczonych Ameryki, z tej okazji Skagway organizuje duże uroczystości. W 1960 roku w mieście zostaje zamknięta szkoła misyjna z powodu braku kierownictwa.

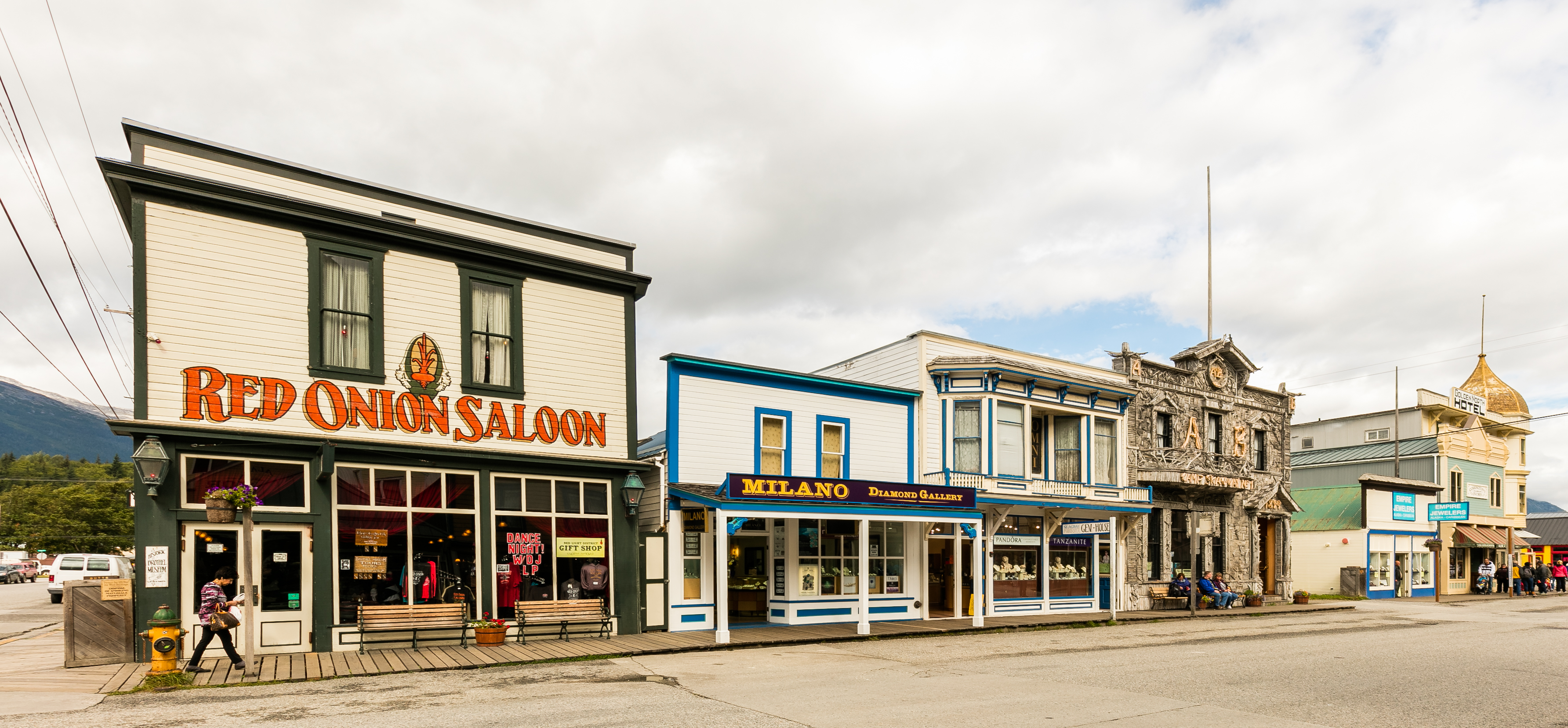
Historyczne centrum Skagway

### Lata 1961—1980
Na przełomie lat 1961–1962, ponownie rozpoczynają się prace nad utworzeniem parku narodowego po tym, gdy władze Alaski okażą zainteresowanie projektem. W latach 1963–1966 do Skagway przybywa pierwszy prom usług promowych Alaska Marine Highway. W roku 1967 Skagway i okolice nawiedzają powodzie. Konsekwencją powodzi staje się zamknięcie Szpitala Yukon, który zostaje zamknięty po 69 latach działalności. W tej sytuacji odpowiedzialność za usługi medyczne przejmuje Skagway. Na przełomie lat 1968–1969 miasto buduje nową klinikę medyczną i zdrowotną. WP&YR buduje nowe zajezdnie kolejowe oraz doki. W tym samym czasie izba handlowa ocenia energetyczne zapotrzebowanie miasta, organizując plan Clean Sweep. Zapowiedziane plany dotyczą budowy kopalni Anvil, niedaleko miejscowości Faro. Głównym celem kopalni miało być zwiększenie wydobycia ołowiu i cynku na terenie przełęczy White Pass. W 1969 roku płonie parowozownia lokalnej kolei.
W 1973 roku przez Delegację kongresową Alaski wprowadzone zostają pierwsze ustawy ustanawiające Klondike Gold Rush National Historical Park. Zakończone zostają badania drogowe. Pierwszy sezonowy strażnik parku pojawia się na szlaku wędrownym Chilkoot pod nadzorem Parku Narodowego Glacier Bay.  
Kongres uchwala ustawę dotyczącą powstania parku w  Skagway 30 czerwca 1976 roku. Tymczasowe centrum dla zwiedzających otwarte zostaje w starej zajezdni, a park zostaje oficjalnie otwarty w czerwcu 1977 roku. Trasa Klondike Highway zostaje otwarta wiosną 1979 roku dzięki środkom kanadyjskim i amerykańskim. Tego samego roku powstaje kolejny w historii Skagway pożar, który strażacy próbują ugasić aby nie przedostał się do historycznej dzielnicy miasta.

## Geografia

### Położenie
Skagway jest położone w południowo-wschodniej części Alaski. Leży około 90 mil (145 km) na północny wschód od Juneau, na północnym krańcu fiordu Lynn Canal, jest to najbardziej wysunięty na północ punkt usług promowych Alaska Marine Highway.

### Klimat
Skagway leży w strefie klimatu kontynentalnego, który charakteryzuje się chłodnymi, lecz ciepłymi latami i mroźnymi zimami. Miasto leży w zlodowaciałej dolinie w Alaskan Panhandle, na czele najbardziej wysuniętego na północ fiordu południowego wybrzeża Alaski. Wysokie szerokości geograficzne i bliskość dużych zbiorników wodnych wpływają na klimat panujący w mieście i jego okolicach.

Lato w Skagway jest ciepłe z niewielką ilością opadów deszczu. W lipcu, w trakcie lata średnia temperatura powietrza to 19,4 °C. Zimy są zimne, z temperaturami poniżej -1 °C które otrzymują się przez wiele nocy, a nawet dni. Wiosna również jest zimna. Jesień jest łagodna, a opady deszczu utrzymują się na najwyższym poziomie wśród wszystkich pór roku.

### Demografia
Ludność Skagway według spisu powszechnego:
| Rok  | Liczba mieszkańców |
| ---- | ------------------ |
| 2010 | 968                |
| 2011 | 962                |
| 2012 | 999                |
| 2013 | 1025               |
| 2014 | 1 053              |
| 2015 | 1 087              |
| 2016 | 1 132              |
| 2017 | 1 162              |
| 2018 | 1 148              |

Ludność Skagway według rasy:
| Rasa                        | Udział procentowy |
| --------------------------- | ----------------- |
| Biała                       | 86%               |
| Indiańska i ludność rdzenna | 5%                |
| Mieszana                    | 5%                |
| Azjatycka                   | 2%                |
| Afroamerykańska             | 1%                |
| Pozostałe                   | 1%                |